# Non-Stop Erotic Cabaret
| Оценки критиков      | Оценки критиков |
| Источник             | Оценка          |
| -------------------- | --------------- |
| AllMusic             | [ 1 ]           |
| Melody Maker         | благоприятный   |
| NME                  | неблагоприятный |
| Rolling Stone        | [ 4 ]           |
| Rolling Stone Russia | [ 5 ]           |

Non-Stop Erotic Cabaret — дебютный студийный альбом английского синти-поп дуэта Soft Cell, выпущенный в Великобритании 27 ноября 1981 года. на лейбле Some Bizzare Records. Альбом получился коммерчески успешным и получил смешанные оценки критиков. Мировым хитом стал сингл «Tainted Love» (перепевка песни соул-певицы Глории Джонс), возглавивший чарты во всем мире и ставший самым продаваемым британским синглом 1981 года в США. В результате успеха сингла предзаказы альбома составили более чем 200 000 копий. Синглы «Bedsitter» и «Say Hello, Wave Goodbye» также вошли в пятерку лучших синглов Великобритании.

## Запись
Альбом был записан с очень маленьким бюджетом с помощью рекордера Revox, драм-машины и бас-синтезатора фирмы Roland, а также синклавиром фирмы NED. Группа вызвала полемику в Великобритании из-за песни «Sex Dwarf», клип на которую был запрещен из-за сцен садомазохистского характера.

## Награды
CMJ New Music Report включил Non-Stop Erotic Cabaret в список топ-25 колледж радио-альбомов всех времен. Американский журнал Out поместил альбом на 66 место в их списке 100 величайших гейских альбомов всех времен. Альбом также был включен в книгу Роберта Димери 1001 Albums You Must Hear Before You Die.

## Список композиций
Слова и музыка всех песен — написаны Марком Алмондом и Дэвидом Боллом, кроме указанных.
| №   | Название                  | Длительность |
| --- | ------------------------- | ------------ |
| 1.  | «Frustration»             | 4:12         |
| 2.  | «Tainted Love» (Эд Кобб)  | 2:34         |
| 3.  | «Seedy Films»             | 5:05         |
| 4.  | «Youth»                   | 3:15         |
| 5.  | «Sex Dwarf»               | 5:15         |
| 6.  | «Entertain Me»            | 3:35         |
| 7.  | «Chips on My Shoulder»    | 4:05         |
| 8.  | «Bedsitter»               | 3:36         |
| 9.  | «Secret Life»             | 3:37         |
| 10. | «Say Hello, Wave Goodbye» | 5:24         |

## Участники записи
- Марк Алмонд — вокал
- Дэвид Болл — бэк-вокал, синтезаторы, электронные и акустические инструменты

## Сертификация
| Ассоциация            | Сертификация | Дата          |
| --------------------- | ------------ | ------------- |
| BPI — Великобритания  | Платина      | 1 ноября 1981 |
| Music Canada — Канада | Платина      | 1 марта 1982  |